# Japonske številke
Japonske številke predstavljajo imena števil v japonščini. Nekatera števila imajo več imen.
| število | znak   | prednostno branje | branje on / 音読み | branje kun             |
| ------- | ------ | ----------------- | ------------------ | ---------------------- |
| 0       | 零／〇 | zero              | rei / れい         | -                      |
| 1       | 一     | iči               | iči / いち         | ひと(つ) hito(tsu)     |
| 2       | 二     | ni                | ni / に            | ふた(つ) futa(tsu)     |
| 3       | 三     | san               | san / さん         | み(っつ) mi(ttsu)      |
| 4       | 四     | jon               | ši / し            | よ(っつ) yo(ttsu)      |
| 5       | 五     | go                | go / ご            | いつ(つ) itsu(tsu)     |
| 6       | 六     | roku              | roku / ろく        | む(っつ) mu(ttsu)      |
| 7       | 七     | nana              | šiči / しち        | なな(つ) nana(tsu)     |
| 8       | 八     | hači              | hači / はち        | や(っつ) ya(ttsu)      |
| 9       | 九     | kjū               | kjū / きゅう       | ここの(つ) kokono(tsu) |
| 10      | 十     | džū               | džū / じゅう       | とお tō                |
| 100     | 百     | hjaku             | hjaku / ひゃく     | もも momo              |
| 1000    | 千     | sen               | sen / せん         | よろず yorozu          |

Kot vidimo pri 4 in 7 ne uporabljajo branja on, kar je posledica vraževernosti - 死 (smrt) se bere ši.
Vmesna števila pridelajo s kombinacijo naslednjih elementov:
desetice od 20 do 90 so »(števka)-džū«,
stotice od 200 do 900 so »(števka)-hjaku«,
tisočice od 2000 do 9000 so »(števka)-sen«,
za velika števila obstaja nekaj znakovnih prilagoditev, vendar niso tako pomembne.
V velikih številih se elementi združujejo od večjih k manjšim, kjer se uporabijo ničle:
十一 : 11 : džū-iči,
十七 : 17 : džū-nana,
百五十一 : 151 : hjaku go-džū iči,
三百二 : 302 : sam-bjaku-ni,
四百六十九 : 469 : jon-hjaku roku-džū kjū,
二千二十五 : 2025 : ni-sen ni-džū go.
Pri zares velikih številih je pomembno tudi sestavljanje, ki je zelo podobno običajnemu, z izjemo uporabe štirih števk:
| Stopnja | 104 | 108 | 1012 | 1016 | 1020 |
| Znak    | 万  | 億  | 兆   | 京   | 垓   |
| Ime     | man | oku | čō   | kei  | gai  |

Primeri: (presledki med skupinami štirih števk so samo zaradi preglednosti)
1`0000 : 一万 : iči-man,
983`6703 : 九百八十三万六千七百三 : kjū-hjaku hači-džū san man, roku-sen nana-hjaku san,
20`3652`1801 : 二十億三千六百五十二万千八百一 : ni-džū oku, san-zen rop-pjaku go-džū ni-man, sen hap-pjaku iči.
Da so stvari še bolj zapletene, se v sodobni uporabi števila, zapisana z arabskimi številkami in ločena s pikami pri vsaki tretji števki po zahodnem dogovoru, izgovarjajo na podlagi japonske delitve štirih števk.
Poudariti velja, da se v japonščini, kakor v drugih jezikih, beseda za »ničlo« ne uporablja v imenu drugega celega števila večjega od nič, z razliko od kitajščine, ki potrebuje še znak 零 za zapis števila z več ničlami, kot na primer 三百零二 za 302.
Japonščina pozna številke tudi za desetiške ulomke, čeprav jih sedaj v splošnem ne uporabljajo, razen v nekaterih posebnih govornih izrazih (kot na primer 五分五分の勝負 za »polovično verjetnost«) in pri predstavljanju odstotkov ali popustov.
Za izražanje odstotkov ali popustov uporabljajo naslednje besede:
| Stopnja | 10−1 | 10−2 | 10−3 | 10−4 | 10−5 |
| Znak    | 割   | 分   | 厘   | 毛   | 糸   |
| Branje  | vari | bu   | rin  | mou  | ši   |

Na primer:
一割五分引き iči-vari go-bu biki »15 % popust«
打率三割八分九厘 daricu san-vari hači-bu kjū-rin »povprečje .389« 
Desetiške ulomke danes zapisujejo v arabskih številkah in jih berejo kot zapovrstne števke - enako kot v zahodnem svetu.